# Saison 2024-2025 du Heat de Miami
La saison 2024-2025 du Heat de Miami est la 37e saison de la franchise en NBA.
Le 18 avril, le Heat se qualifie pour les playoffs après leur victoire lors du Play-in face aux Hawks d'Atlanta (123-114 (OT)).
Le 28 avril, ils sont éliminés par les Cavaliers de Cleveland au premier tour des playoffs (0-4).

## Draft
| Tour | Choix | Joueur         | Poste | Nationalité | Provenance            |
| ---- | ----- | -------------- | ----- | ----------- | --------------------- |
| 1    | 15    | Kel'el Ware    | C     | États-Unis  | Hoosiers de l'Indiana |
| 2    | 43    | Nikola Đurišić | SG/SF | Serbie      | Mega Basket (Serbie)  |

## Matchs

### Summer League
| Summer League Total: 8-1 |

| Match | Date match | Équipe              | Score    | Meilleur marqueur      | Meilleur rebondeur   | Meilleur passeur     | Lieux Spectateurs | Série |
| ----- | ---------- | ------------------- | -------- | ---------------------- | -------------------- | -------------------- | ----------------- | ----- |
| 1     | 6 juillet  | Golden State        | D 66-105 | Cole Swider (17)       | Neal Sako (8)        | Alondes Williams (3) | Chase Center 0    | 0 - 1 |
| 2     | 7 juillet  | Sacramento - Team 2 | V 102-86 | Kel'el Ware (26)       | Kel'el Ware (11)     | Isaiah Stevens (7)   | Chase Center 0    | 1 - 1 |
| 3     | 10 juillet | L.A. Lakers         | V 80-76  | Johnson, Williams (21) | Alondes Williams (9) | Josh Christopher (4) | Chase Center 0    | 2 - 1 |

| Match | Date match | Équipe        | Score     | Meilleur marqueur            | Meilleur rebondeur    | Meilleur passeur    | Lieux Spectateurs      | Série |
| ----- | ---------- | ------------- | --------- | ---------------------------- | --------------------- | ------------------- | ---------------------- | ----- |
| 1     | 13 juillet | Boston        | V 119-114 | Jaime Jaquez Jr. (29)        | Jaime Jaquez Jr. (11) | Isaiah Stevens (11) | Cox Pavilion 0         | 1 - 0 |
| 2     | 15 juillet | Oklahoma City | V 102-73  | Christopher, Jaquez Jr. (23) | Kel'el Ware (12)      | Isaiah Stevens (7)  | Cox Pavilion 0         | 2 - 0 |
| 3     | 17 juillet | Dallas        | V 92-79   | Kel'el Ware (24)             | Kel'el Ware (10)      | Isaiah Stevens (8)  | Thomas & Mack Center 0 | 3 - 0 |
| 4     | 19 juillet | Toronto       | V 109-73  | Cole Swider (21)             | Kel'el Ware (10)      | Isaiah Stevens (8)  | Cox Pavilion 0         | 4 - 0 |
| 5     | 21 juillet | Golden State  | V 102-99  | Josh Christopher (23)        | Caleb Daniels (8)     | Isaiah Stevens (7)  | Thomas & Mack Center 0 | 5 - 0 |
| 6     | 22 juillet | Memphis       | V 120-118 | Josh Christopher (24)        | Kel'el Ware (10)      | Trois joueurs (6)   | Thomas & Mack Center 0 | 6 - 0 |

### Pré-saison
| Pré-saison Total: 4-1 (Domicile : 3-0; Extérieur : 1-1) |

| Match | Date match | Équipe              | Score     | Meilleur marqueur     | Meilleur rebondeur    | Meilleur passeur     | Lieux Spectateurs      | Série |
| ----- | ---------- | ------------------- | --------- | --------------------- | --------------------- | -------------------- | ---------------------- | ----- |
| 1     | 8 octobre  | @ Charlotte         | D 108-111 | Adebayo, Ware (13)    | Caleb Daniels (9)     | Josh Christopher (5) | Spectrum Center 10 093 | 0 - 1 |
| 2     | 13 octobre | La Nouvelle-Orléans | V 101-99  | Herro, Robinson (12)  | Haywood Highsmith (7) | Dru Smith (5)        | Kaseya Center 19 600   | 1 - 1 |
| 3     | 15 octobre | San Antonio         | V 120-117 | Bam Adebayo (20)      | Jaime Jaquez Jr. (6)  | Trois joueurs (5)    | Kaseya Center 19 600   | 2 - 1 |
| 4     | 16 octobre | Atlanta             | V 120-111 | Jimmy Butler (24)     | Bam Adebayo (7)       | Tyler Herro (5)      | Kaseya Center 19 600   | 3 - 1 |
| 5     | 18 octobre | @ Memphis           | V 114-109 | Josh Christopher (17) | Kel'el Ware (7)       | Isaiah Stevens (5)   | FedExForum 14 113      | 4 - 1 |

### Saison régulière
| Saison régulière Total: 37-45 (Domicile : 18-22; Extérieur : 18-23) |

| Match | Date match | Équipe      | Score     | Meilleur marqueur | Meilleur rebondeur   | Meilleur passeur   | Lieux Spectateurs      | Série |
| ----- | ---------- | ----------- | --------- | ----------------- | -------------------- | ------------------ | ---------------------- | ----- |
| 1     | 23 octobre | Orlando     | D 97-116  | Terry Rozier (19) | Terry Rozier (6)     | Butler, Rozier (5) | Kaseya Center 19 630   | 0 - 1 |
| 2     | 26 octobre | @ Charlotte | V 114-106 | Jimmy Butler (26) | Bam Adebayo (11)     | Jimmy Butler (8)   | Spectrum Center 19 102 | 1 - 1 |
| 3     | 28 octobre | Détroit     | V 106-98  | Jimmy Butler (23) | Bam Adebayo (10)     | Jimmy Butler (7)   | Kaseya Center 19 626   | 2 - 1 |
| 4     | 30 octobre | New York    | D 107-116 | Tyler Herro (34)  | Jaime Jaquez Jr. (8) | Herro, Rozier (7)  | Kaseya Center 19 620   | 2 - 2 |

| Match                                  | Date match  | Équipe       | Score          | Meilleur marqueur  | Meilleur rebondeur | Meilleur passeur   | Lieux Spectateurs             | Série |
| -------------------------------------- | ----------- | ------------ | -------------- | ------------------ | ------------------ | ------------------ | ----------------------------- | ----- |
| 5                                      | 2 novembre  | @ Washington | V 118-98       | Bam Adebayo (32)   | Bam Adebayo (14)   | Butler, Rozier (4) | Arena Ciudad de México 20 328 | 3 - 2 |
| 6                                      | 4 novembre  | Sacramento   | D 110-111      | Butler, Herro (27) | Bam Adebayo (9)    | Jimmy Butler (6)   | Kaseya Center 19 604          | 3 - 3 |
| 7                                      | 6 novembre  | @ Phoenix    | D 112-115      | Tyler Herro (28)   | Bam Adebayo (12)   | Adebayo, Herro (6) | Footprint Center 17 071       | 3 - 4 |
| 8                                      | 8 novembre  | @ Denver     | D 122-135      | Tyler Herro (24)   | Bam Adebayo (9)    | Tyler Herro (11)   | Ball Arena 19 621             | 3 - 5 |
| 9                                      | 10 novembre | @ Minnesota  | V 95-94        | Tyler Herro (26)   | Adebayo, Jović (7) | Bam Adebayo (7)    | Target Center 18 978          | 4 - 5 |
| 10                                     | 12 novembre | @ Détroit*   | D 121-123 (OT) | Tyler Herro (40)   | Bam Adebayo (12)   | Tyler Herro (8)    | Little Caesars Arena 17 806   | 4 - 6 |
| 11                                     | 15 novembre | @ Indiana*   | V 124-111      | Bam Adebayo (30)   | Bam Adebayo (11)   | Bam Adebayo (7)    | Gainbridge Fieldhouse 17 274  | 5 - 6 |
| 12                                     | 17 novembre | @ Indiana    | D 110-119      | Tyler Herro (28)   | Bam Adebayo (8)    | Trois joueurs (4)  | Gainbridge Fieldhouse 16 184  | 5 - 7 |
| 13                                     | 18 novembre | Philadelphie | V 106-89       | Jimmy Butler (30)  | Bam Adebayo (13)   | Butler, Herro (5)  | Kaseya Center 19 608          | 6 - 7 |
| 14                                     | 24 novembre | Dallas       | V 123-118 (OT) | Jimmy Butler (33)  | Adebayo, Love (11) | Jimmy Butler (6)   | Kaseya Center 19 714          | 7 - 7 |
| 15                                     | 26 novembre | Milwaukee*   | D 103-106      | Jimmy Butler (23)  | Trois joueurs (5)  | Quatre joueurs (5) | Kaseya Center 19 622          | 7 - 8 |
| 16                                     | 27 novembre | @ Charlotte  | V 98-94        | Tyler Herro (27)   | Bam Adebayo (10)   | Bam Adebayo (10)   | Spectrum Center 17 710        | 8 - 8 |
| 17                                     | 29 novembre | Toronto*     | V 121-111      | Jimmy Butler (26)  | Bam Adebayo (10)   | Bam Adebayo (10)   | Kaseya Center 19 607          | 9 - 8 |
| *Matchs comptant pour la NBA Cup 2024. |             |              |                |                    |                    |                    |                               |       |

| Match | Date match   | Équipe        | Score          | Meilleur marqueur      | Meilleur rebondeur    | Meilleur passeur       | Lieux Spectateurs           | Série   |
| ----- | ------------ | ------------- | -------------- | ---------------------- | --------------------- | ---------------------- | --------------------------- | ------- |
| 18    | 1er décembre | @ Toronto     | D 116-119      | Tyler Herro (31)       | Bam Adebayo (20)      | Bam Adebayo (7)        | Scotiabank Arena 18 153     | 9 - 9   |
| 19    | 2 décembre   | @ Boston      | D 89-108       | Herro, Jaquez Jr. (19) | Jaime Jaquez Jr. (10) | Adebayo, Highsmith (5) | TD Garden 19 156            | 9 - 10  |
| 20    | 4 décembre   | L.A. Lakers   | V 134-93       | Tyler Herro (31)       | Bam Adebayo (10)      | Bam Adebayo (7)        | Kaseya Center 19 600        | 10 - 10 |
| 21    | 7 décembre   | Phoenix       | V 121-111      | Bam Adebayo (25)       | Bam Adebayo (12)      | Bam Adebayo (8)        | Kaseya Center 19 657        | 11 - 10 |
| 22    | 8 décembre   | Cleveland     | V 122-113      | Tyler Herro (34)       | Bam Adebayo (13)      | Tyler Herro (7)        | Kaseya Center 19 600        | 12 - 10 |
| 23    | 12 décembre  | Toronto       | V 114-104      | Tyler Herro (23)       | Bam Adebayo (16)      | Bam Adebayo (5)        | Kaseya Center 19 600        | 13 - 10 |
| 24    | 16 décembre  | @ Détroit     | D 124-125 (OT) | Jimmy Butler (35)      | Jimmy Butler (19)     | Jimmy Butler (10)      | Little Caesars Arena 17 810 | 13 - 11 |
| 25    | 20 décembre  | Oklahoma City | D 97-104       | Tyler Herro (28)       | Tyler Herro (12)      | Duncan Robinson (6)    | Kaseya Center 19 801        | 13 - 12 |
| 26    | 21 décembre  | @ Orlando     | D 114-121      | Adebayo, Rozier (23)   | Kel'el Ware (7)       | Tyler Herro (5)        | Kia Center 18 080           | 13 - 13 |
| 27    | 23 décembre  | Brooklyn      | V 110-95       | Bam Adebayo (23)       | Tyler Herro (12)      | Tyler Herro (9)        | Kaseya Center 19 832        | 14 - 13 |
| 28    | 26 décembre  | @ Orlando     | V 89-88        | Tyler Herro (20)       | Bam Adebayo (9)       | Bam Adebayo (7)        | Kia Center 18 846           | 15 - 13 |
| 29    | 28 décembre  | @ Atlanta     | D 110-120      | Tyler Herro (28)       | Bam Adebayo (10)      | Tyler Herro (10)       | State Farm Arena 17 856     | 15 - 14 |
| 30    | 29 décembre  | @ Houston     | V 104-100      | Tyler Herro (27)       | Bam Adebayo (10)      | Tyler Herro (9)        | Toyota Center 18 055        | 16 - 14 |

| Match | Date match  | Équipe              | Score           | Meilleur marqueur    | Meilleur rebondeur       | Meilleur passeur      | Lieux Spectateurs       | Série   |
| ----- | ----------- | ------------------- | --------------- | -------------------- | ------------------------ | --------------------- | ----------------------- | ------- |
| 31    | 1er janvier | La Nouvelle-Orléans | V 119-108       | Tyler Herro (32)     | Bam Adebayo (9)          | Bam Adebayo (10)      | Kaseya Center 20 013    | 17 - 14 |
| 32    | 2 janvier   | Indiana             | D 115-128       | Kel'el Ware (25)     | Bam Adebayo (8)          | Terry Rozier (7)      | Kaseya Center 19 959    | 17 - 15 |
| 33    | 4 janvier   | Utah                | D 100-136       | Nikola Jović (17)    | Bam Adebayo (8)          | Tyler Herro (6)       | Kaseya Center 19 934    | 17 - 16 |
| 34    | 6 janvier   | @ Sacramento        | D 118-123 (2OT) | Tyler Herro (26)     | Adebayo, Jaquez Jr. (12) | Jaime Jaquez Jr. (10) | Golden 1 Center 17 832  | 17 - 17 |
| 35    | 7 janvier   | @ Golden State      | V 114-98        | Nikola Jović (20)    | Bam Adebayo (9)          | Duncan Robinson (8)   | Chase Center 18 064     | 18 - 17 |
| 36    | 9 janvier   | @ Utah              | V 97-92         | Tyler Herro (23)     | Cinq joueurs (7)         | Jaime Jaquez Jr. (7)  | Delta Center 18 175     | 19 - 17 |
| 37    | 11 janvier  | @ Portland          | V 119-98        | Tyler Herro (32)     | Bam Adebayo (11)         | Bam Adebayo (6)       | Moda Center 17 505      | 20 - 17 |
| 38    | 13 janvier  | @ L.A. Clippers     | D 98-109        | Tyler Herro (32)     | Kel'el Ware (13)         | Tyler Herro (7)       | Intuit Dome 13 119      | 20 - 18 |
| 39    | 15 janvier  | @ L.A. Lakers       | D 108-117       | Tyler Herro (34)     | Kel'el Ware (11)         | Nikola Jović (8)      | Crypto.com Arena 17 005 | 20 - 19 |
| 40    | 17 janvier  | Denver              | D 113-133       | Tyler Herro (22)     | Bam Adebayo (11)         | Duncan Robinson (7)   | Kaseya Center 19 828    | 20 - 20 |
| 41    | 19 janvier  | San Antonio         | V 128-107       | Kel'el Ware (25)     | Bam Adebayo (11)         | Butler, Herro (7)     | Kaseya Center 19 828    | 21 - 20 |
| 42    | 21 janvier  | Portland            | D 107-116       | Duncan Robinson (22) | Kel'el Ware (15)         | Butler, Jović (8)     | Kaseya Center 19 600    | 21 - 21 |
| 43    | 21 janvier  | @ Milwaukee         | D 96-125        | Kel'el Ware (22)     | Bam Adebayo (14)         | Tyler Herro (9)       | Fiserv Forum 17 341     | 21 - 22 |
| 44    | 25 janvier  | @ Brooklyn          | V 106-97        | Tyler Herro (25)     | Bam Adebayo (16)         | Tyler Herro (8)       | Barclays Center 17 962  | 22 - 22 |
| 45    | 27 janvier  | Orlando             | V 125-119 (2OT) | Tyler Herro (30)     | Adebayo, Ware (10)       | Tyler Herro (12)      | Kaseya Center 19 600    | 23 - 22 |
| 46    | 29 janvier  | Cleveland           | D 106-126       | Herro, Rozier (22)   | Bam Adebayo (9)          | Tyler Herro (6)       | Kaseya Center 19 600    | 23 - 23 |

| Match                  | Date match  | Équipe          | Score          | Meilleur marqueur    | Meilleur rebondeur | Meilleur passeur      | Lieux Spectateurs               | Série   |
| ---------------------- | ----------- | --------------- | -------------- | -------------------- | ------------------ | --------------------- | ------------------------------- | ------- |
| 47                     | 1er février | @ San Antonio   | V 105-103      | Bam Adebayo (30)     | Adebayo, Ware (12) | Bam Adebayo (9)       | Frost Bank Center 18 354        | 24 - 23 |
| 48                     | 4 février   | @ Chicago       | D 124-133      | Adebayo, Herro (23)  | Kel'el Ware (12)   | Tyler Herro (9)       | United Center 19 389            | 24 - 24 |
| 49                     | 5 février   | @ Philadelphie  | V 108-101      | Tyler Herro (30)     | Adebayo, Ware (13) | Herro, Jović (7)      | Wells Fargo Center 19 770       | 25 - 24 |
| 50                     | 7 février   | @ Brooklyn      | D 86-102       | Terry Rozier (20)    | Kel'el Ware (14)   | Tyler Herro (6)       | Barclays Center 17 926          | 25 - 25 |
| 51                     | 10 février  | Boston          | D 85-103       | Bam Adebayo (22)     | Bam Adebayo (12)   | Robinson, Wiggins (5) | Kaseya Center 19 961            | 25 - 26 |
| 52                     | 12 février  | @ Oklahoma City | D 101-115      | Bam Adebayo (27)     | Bam Adebayo (15)   | Tyler Herro (6)       | Paycom Center 17 835            | 25 - 27 |
| 53                     | 13 février  | @ Dallas        | D 113-118      | Tyler Herro (40)     | Kyle Anderson (10) | Trois joueurs (4)     | American Airlines Center 19 935 | 25 - 28 |
| NBA All-Star Game 2025 |             |                 |                |                      |                    |                       |                                 |         |
| 54                     | 21 février  | @ Toronto       | V 120-111 (OT) | Tyler Herro (28)     | Bam Adebayo (12)   | Tyler Herro (7)       | Scotiabank Arena 19 584         | 26 - 28 |
| 55                     | 23 février  | @ Milwaukee     | D 113-120      | Tyler Herro (40)     | Kel'el Ware (12)   | Tyler Herro (11)      | Fiserv Forum 17 442             | 26 - 29 |
| 56                     | 24 février  | @ Atlanta       | D 86-98        | Andrew Wiggins (23)  | Kel'el Ware (15)   | Herro, Ware (3)       | State Farm Arena 16 189         | 26 - 30 |
| 57                     | 26 février  | Atlanta         | V 131-109      | Herro, Robinson (24) | Bam Adebayo (9)    | Tyler Herro (10)      | Kaseya Center 19 600            | 27 - 30 |
| 58                     | 28 février  | Indiana         | V 125-120      | Tyler Herro (29)     | Kel'el Ware (12)   | Davion Mitchell (8)   | Kaseya Center 19 850            | 28 - 30 |

| Match | Date match | Équipe         | Score          | Meilleur marqueur     | Meilleur rebondeur    | Meilleur passeur       | Lieux Spectateurs                 | Série   |
| ----- | ---------- | -------------- | -------------- | --------------------- | --------------------- | ---------------------- | --------------------------------- | ------- |
| 59    | 2 mars     | New York       | D 112-116 (OT) | Bam Adebayo (30)      | Kel'el Ware (8)       | Tyler Herro (7)        | Kaseya Center 19 725              | 28 - 31 |
| 60    | 3 mars     | Washington     | V 106-90       | Bam Adebayo (19)      | Bam Adebayo (15)      | Tyler Herro (6)        | Kaseya Center 19 600              | 29 - 31 |
| 61    | 5 mars     | @ Cleveland    | D 107-112      | Bam Adebayo (34)      | Bam Adebayo (12)      | Anderson, Mitchell (7) | Rocket Mortgage FieldHouse 19 432 | 29 - 32 |
| 62    | 7 mars     | Minnesota      | D 104-106      | Bam Adebayo (29)      | Bam Adebayo (13)      | Davion Mitchell (10)   | Kaseya Center 19 700              | 29 - 33 |
| 63    | 8 mars     | Chicago        | D 109-114      | Adebayo, Wiggins (22) | Kel'el Ware (12)      | Davion Mitchell (8)    | Kaseya Center 19 700              | 29 - 34 |
| 64    | 10 mars    | Charlotte      | D 102-105      | Bam Adebayo (23)      | Bam Adebayo (14)      | Bam Adebayo (8)        | Kaseya Center 19 600              | 29 - 35 |
| 65    | 12 mars    | L.A. Clippers  | D 104-119      | Tyler Herro (31)      | Adebayo, Ware (7)     | Adebayo, Herro (7)     | Kaseya Center 19 700              | 29 - 36 |
| 66    | 14 mars    | Boston         | D 91-103       | Andrew Wiggins (23)   | Adebayo, Mitchell (9) | Tyler Herro (6)        | Kaseya Center 19 719              | 29 - 37 |
| 67    | 15 mars    | @ Memphis      | D 91-125       | Kel'el Ware (19)      | Kel'el Ware (11)      | Tyler Herro (7)        | FedExForum 17 794                 | 29 - 38 |
| 68    | 17 mars    | @ New York     | D 95-116       | Duncan Robinson (22)  | Jaime Jaquez Jr. (11) | Jaime Jaquez Jr. (7)   | Madison Square Garden 19 812      | 29 - 39 |
| 69    | 19 mars    | Détroit        | D 113-116      | Bam Adebayo (30)      | Kel'el Ware (12)      | Bam Adebayo (8)        | Kaseya Center 19 600              | 29 - 40 |
| 70    | 21 mars    | Houston        | D 98-102       | Andrew Wiggins (30)   | Kel'el Ware (14)      | Bam Adebayo (6)        | Kaseya Center 19 700              | 29 - 41 |
| 71    | 23 mars    | Charlotte      | V 122-105      | Andrew Wiggins (42)   | Kel'el Ware (8)       | Davion Mitchell (7)    | Kaseya Center 19 700              | 30 - 41 |
| 72    | 25 mars    | Golden State   | V 112-86       | Bam Adebayo (27)      | Kel'el Ware (10)      | Herro, Mitchell (7)    | Kaseya Center 19 897              | 31 - 41 |
| 73    | 27 mars    | Atlanta        | V 122-112      | Tyler Herro (36)      | Kel'el Ware (12)      | Davion Mitchell (6)    | Kaseya Center 19 700              | 32 - 41 |
| 74    | 29 mars    | @ Philadelphie | V 118-95       | Tyler Herro (30)      | Kel'el Ware (14)      | Davion Mitchell (8)    | Wells Fargo Center 20 079         | 33 - 41 |
| 75    | 31 mars    | @ Washington   | V 120-94       | Bam Adebayo (28)      | Bam Adebayo (12)      | Terry Rozier (6)       | Capital One Arena 16 901          | 34 - 41 |

| Match | Date match | Équipe                | Score          | Meilleur marqueur     | Meilleur rebondeur    | Meilleur passeur      | Lieux Spectateurs           | Série   |
| ----- | ---------- | --------------------- | -------------- | --------------------- | --------------------- | --------------------- | --------------------------- | ------- |
| 76    | 2 avril    | @ Boston              | V 124-103      | Tyler Herro (25)      | Tyler Herro (6)       | Tyler Herro (9)       | TD Garden 19 156            | 35 - 41 |
| 77    | 3 avril    | Memphis               | D 108-110      | Tyler Herro (35)      | Kel'el Ware (15)      | Davion Mitchell (7)   | Kaseya Center 19 700        | 35 - 42 |
| 78    | 5 avril    | Milwaukee             | D 115-121 (OT) | Bam Adebayo (31)      | Kyle Anderson (14)    | Adebayo, Mitchell (5) | Kaseya Center 19 734        | 35 - 43 |
| 79    | 7 avril    | Philadelphie          | V 117-105      | Duncan Robinson (21)  | Kel'el Ware (17)      | Davion Mitchell (9)   | Kaseya Center 19 700        | 36 - 43 |
| 80    | 9 avril    | @ Chicago             | D 111-119      | Tyler Herro (30)      | Haywood Highsmith (8) | Davion Mitchell (8)   | United Center 20 509        | 36 - 44 |
| 81    | 11 avril   | @ La Nouvelle-Orléans | V 153-104      | Bam Adebayo (23)      | Bam Adebayo (12)      | Kyle Anderson (6)     | Smoothie King Center 17 087 | 37 - 44 |
| 82    | 13 avril   | Washington            | D 118-119      | Jaime Jaquez Jr. (41) | Jaime Jaquez Jr. (10) | Davion Mitchell (8)   | Kaseya Center 19 968        | 37 - 45 |

### Play-in tournament
| Play-in Total: 2-0 (Domicile : 0-0; Extérieur : 2-0) |

| Match | Date match | Équipe    | Score    | Meilleur marqueur | Meilleur rebondeur | Meilleur passeur    | Lieux Spectateurs    | Série |
| ----- | ---------- | --------- | -------- | ----------------- | ------------------ | ------------------- | -------------------- | ----- |
| 1     | 15 avril   | @ Chicago | V 109-90 | Tyler Herro (38)  | Bam Adebayo (12)   | Davion Mitchell (9) | United Center 21 380 | 1 - 0 |

| Match | Date match | Équipe    | Score          | Meilleur marqueur | Meilleur rebondeur | Meilleur passeur   | Lieux Spectateurs       | Série |
| ----- | ---------- | --------- | -------------- | ----------------- | ------------------ | ------------------ | ----------------------- | ----- |
| 2     | 18 avril   | @ Atlanta | V 123-114 (OT) | Tyler Herro (30)  | Bam Adebayo (11)   | Andrew Wiggins (8) | State Farm Arena 17 690 | 2 - 0 |

### Playoffs
| Playoffs Total: 0-4 (Domicile : 0-2; Extérieur : 0-2) |

| Match | Date match | Équipe      | Score     | Meilleur marqueur | Meilleur rebondeur | Meilleur passeur    | Lieux Spectateurs    | Série |
| ----- | ---------- | ----------- | --------- | ----------------- | ------------------ | ------------------- | -------------------- | ----- |
| 1     | 20 avril   | @ Cleveland | D 100-121 | Bam Adebayo (24)  | Bam Adebayo (9)    | Davion Mitchell (9) | Rocket Arena 19 432  | 0 - 1 |
| 2     | 23 avril   | @ Cleveland | D 112-121 | Tyler Herro (33)  | Tyler Herro (14)   | Bam Adebayo (9)     | Rocket Arena 19 432  | 0 - 2 |
| 3     | 26 avril   | Cleveland   | D 87-124  | Bam Adebayo (22)  | Bam Adebayo (9)    | Davion Mitchell (5) | Kaseya Center 19 600 | 0 - 3 |
| 4     | 28 avril   | Cleveland   | D 83-138  | Nikola Jović (24) | Bam Adebayo (12)   | Davion Mitchell (5) | Kaseya Center 19 600 | 0 - 4 |

### Confrontations en saison régulière
| Conférence Est      | Conférence Est                              | Conférence Est                              | Conférence Est                              | Conférence Est                              | Conférence Ouest                            | Conférence Ouest                            | Conférence Ouest                            |
| Division Atlantique | Division Atlantique                         | Division Atlantique                         | Division Atlantique                         | Division Atlantique                         | Division Nord-Ouest                         | Division Nord-Ouest                         | Division Nord-Ouest                         |
| Équipe              | Domicile                                    | Domicile                                    | Extérieur                                   | Extérieur                                   | Équipe                                      | Domicile                                    | Extérieur                                   |
| ------------------- | ------------------------------------------- | ------------------------------------------- | ------------------------------------------- | ------------------------------------------- | ------------------------------------------- | ------------------------------------------- | ------------------------------------------- |
| Boston              | 85-103                                      | 91-103                                      | 89-108                                      | 124-103                                     | Denver                                      | 113-133                                     | 122-135                                     |
| Brooklyn            | 110-95                                      |                                             | 106-97                                      | 86-102                                      | Minnesota                                   | 104-106                                     | 95-94                                       |
| New York            | 107-116                                     | 112-116 (OT)                                | 95-116                                      |                                             | Oklahoma City                               | 97-104                                      | 101-115                                     |
| Philadelphie        | 106-89                                      | 117-105                                     | 108-101                                     | 118-95                                      | Portland                                    | 107-116                                     | 119-98                                      |
| Toronto             | 121-111                                     | 114-104                                     | 116-119                                     | 120-111 (OT)                                | Utah                                        | 100-136                                     | 97-92                                       |
| Division            | 10–8 (Domicile : 5–4; Extérieur : 5–4)      | 10–8 (Domicile : 5–4; Extérieur : 5–4)      | 10–8 (Domicile : 5–4; Extérieur : 5–4)      | 10–8 (Domicile : 5–4; Extérieur : 5–4)      | Division                                    | 3–7 (Domicile : 0–5; Extérieur : 3-2)       | 3–7 (Domicile : 0–5; Extérieur : 3-2)       |
| Division Centrale   | Division Centrale                           | Division Centrale                           | Division Centrale                           | Division Centrale                           | Division Pacifique                          | Division Pacifique                          | Division Pacifique                          |
| Équipe              | Domicile                                    | Domicile                                    | Extérieur                                   | Extérieur                                   | Équipe                                      | Domicile                                    | Extérieur                                   |
| Chicago             | 109-114                                     |                                             | 124-133                                     | 111-119                                     | Golden State                                | 112-86                                      | 114-98                                      |
| Cleveland           | 122-113                                     | 106-126                                     | 107-112                                     |                                             | L.A. Clippers                               | 104-119                                     | 98-109                                      |
| Détroit             | 106-98                                      | 113-116                                     | 121-123 (OT)                                | 124-125 (OT)                                | L.A. Lakers                                 | 134-93                                      | 108-117                                     |
| Indiana             | 115-128                                     | 125-120                                     | 124-111                                     | 110-119                                     | Phoenix                                     | 121-111                                     | 112-115                                     |
| Milwaukee           | 103-106                                     | 115-121 (OT)                                | 96-125                                      | 113-120                                     | Sacramento                                  | 110-111                                     | 118-123 (2OT)                               |
| Division            | 4–14 (Domicile : 3–6; Extérieur : 1–8)      | 4–14 (Domicile : 3–6; Extérieur : 1–8)      | 4–14 (Domicile : 3–6; Extérieur : 1–8)      | 4–14 (Domicile : 3–6; Extérieur : 1–8)      | Division                                    | 4–6 (Domicile : 3–2; Extérieur : 1–4)       | 4–6 (Domicile : 3–2; Extérieur : 1–4)       |
| Division Sud-Est    | Division Sud-Est                            | Division Sud-Est                            | Division Sud-Est                            | Division Sud-Est                            | Division Sud-Ouest                          | Division Sud-Ouest                          | Division Sud-Ouest                          |
| Équipe              | Domicile                                    | Domicile                                    | Extérieur                                   | Extérieur                                   | Équipe                                      | Domicile                                    | Extérieur                                   |
| Atlanta             | 131-109                                     | 122-112                                     | 110-120                                     | 86-98                                       | Dallas                                      | 123-118 (OT)                                | 113-118                                     |
| Charlotte           | 102-105                                     | 122-105                                     | 114-106                                     | 98-94                                       | Houston                                     | 98-102                                      | 104-100                                     |
|                     |                                             |                                             |                                             |                                             | Memphis                                     | 108-110                                     | 91-125                                      |
| Orlando             | 97-116                                      | 125-119 (2OT)                               | 114-121                                     | 89-88                                       | New Orleans                                 | 119-108                                     | 153-104                                     |
| Washington          | 106-90                                      | 118-119                                     | 118-98                                      | 120-94                                      | San Antonio                                 | 128-107                                     | 105-103                                     |
| Division            | 10–6 (Domicile : 5–3; Extérieur : 5–3)      | 10–6 (Domicile : 5–3; Extérieur : 5–3)      | 10–6 (Domicile : 5–3; Extérieur : 5–3)      | 10–6 (Domicile : 5–3; Extérieur : 5–3)      | Division                                    | 6–4 (Domicile : 3–2; Extérieur : 3–2)       | 6–4 (Domicile : 3–2; Extérieur : 3–2)       |
| Conférence          | 24–28 (Domicile : 13–13; Extérieur : 11–15) | 24–28 (Domicile : 13–13; Extérieur : 11–15) | 24–28 (Domicile : 13–13; Extérieur : 11–15) | 24–28 (Domicile : 13–13; Extérieur : 11–15) | Conférence                                  | 13–17 (Domicile : 6–9; Extérieur : 7–8)     | 13–17 (Domicile : 6–9; Extérieur : 7–8)     |
| Total               | 37–45 (Domicile : 19-22; Extérieur : 18–23) | 37–45 (Domicile : 19-22; Extérieur : 18–23) | 37–45 (Domicile : 19-22; Extérieur : 18–23) | 37–45 (Domicile : 19-22; Extérieur : 18–23) | 37–45 (Domicile : 19-22; Extérieur : 18–23) | 37–45 (Domicile : 19-22; Extérieur : 18–23) | 37–45 (Domicile : 19-22; Extérieur : 18–23) |

## Classements

### Saison régulière
| Conférence Est | Conférence Est             | Conférence Est | Conférence Est | Conférence Est | Conférence Est | Conférence Est | Conférence Est |
| No             | Franchise                  | Vic.           | Déf.           | MJ             | V/D            | GB             |                |
| -------------- | -------------------------- | -------------- | -------------- | -------------- | -------------- | -------------- | -------------- |
| 1              | Cavaliers de Cleveland - c | 64             | 18             | 82             | .780           | –              |                |
| 2              | Celtics de Boston - y      | 61             | 21             | 82             | .744           | 3              |                |
| 3              | Knicks de New York - x     | 51             | 31             | 82             | .622           | 13             |                |
| 4              | Pacers de l'Indiana - x    | 50             | 32             | 82             | .610           | 14             |                |
| 5              | Bucks de Milwaukee - x     | 48             | 34             | 82             | .585           | 16             |                |
| 6              | Pistons de Détroit - x     | 44             | 38             | 82             | .537           | 20             |                |
|                |                            |                |                |                |                |                |                |
| 7              | Magic d'Orlando - y        | 41             | 41             | 82             | .500           | 23             |                |
| 8              | Hawks d'Atlanta - pi       | 40             | 42             | 82             | .488           | 24             |                |
| 9              | Bulls de Chicago - pi      | 39             | 43             | 82             | .476           | 25             |                |
| 10             | Heat de Miami - x          | 37             | 45             | 82             | .451           | 27             |                |
|                |                            |                |                |                |                |                |                |
| 11             | Raptors de Toronto - o     | 30             | 52             | 82             | .366           | 34             |                |
| 12             | Nets de Brooklyn - o       | 26             | 56             | 82             | .317           | 38             |                |
| 13             | 76ers de Philadelphie - o  | 24             | 58             | 82             | .293           | 40             |                |
| 14             | Hornets de Charlotte - o   | 19             | 63             | 82             | .232           | 45             |                |
| 15             | Wizards de Washington - o  | 18             | 64             | 82             | .220           | 46             |                |

| Division Sud-Est          | V  | D  | MJ | V/D  | GB | Dom   | Ext   | Neu | Div  |
| ------------------------- | -- | -- | -- | ---- | -- | ----- | ----- | --- | ---- |
| Magic d'Orlando - y - pi  | 41 | 41 | 82 | .500 | –  | 22-19 | 19-22 | 0-0 | 12-4 |
| Hawks d'Atlanta - pi      | 40 | 42 | 82 | .488 | 1  | 21-19 | 19-22 | 0-1 | 10-6 |
| Heat de Miami - x         | 37 | 45 | 82 | .451 | 4  | 19-22 | 17-23 | 1-0 | 10-6 |
| Hornets de Charlotte - o  | 19 | 63 | 82 | .232 | 22 | 12-29 | 7-34  | 0-0 | 1-15 |
| Wizards de Washington - o | 18 | 64 | 82 | .220 | 23 | 8-32  | 10-31 | 0-1 | 7-9  |

### NBA In-Season Tournament
| Rang | Équipe              | %     | J | G | P | Pp  | Pc  | Diff |
| ---- | ------------------- | ----- | - | - | - | --- | --- | ---- |
| 1    | Bucks de Milwaukee  | 1.000 | 4 | 4 | 0 | 462 | 412 | 50   |
| 2    | Pistons de Détroit  | .750  | 4 | 3 | 1 | 447 | 440 | 7    |
| 3    | Heat de Miami       | .500  | 4 | 2 | 2 | 459 | 439 | 20   |
| 4    | Raptors de Toronto  | .250  | 4 | 1 | 3 | 413 | 430 | -17  |
| 5    | Pacers de l'Indiana | .000  | 4 | 0 | 4 | 445 | 505 | -60  |

|  | Quarts de finale                     | Quarts de finale                 | Quarts de finale                 | Quarts de finale                 |                         |                         | Demi-finales                     | Demi-finales                     | Demi-finales                     | Demi-finales                     |  |  | Finale                           | Finale                           | Finale                           | Finale                           |
|  |                                      |                                  |                                  |                                  |                         |                         |                                  |                                  |                                  |                                  |  |  |                                  |                                  |                                  |                                  |
|  | 10 décembre 2024 – Milwaukee, WI     | 10 décembre 2024 – Milwaukee, WI | 10 décembre 2024 – Milwaukee, WI | 10 décembre 2024 – Milwaukee, WI |                         |                         | 14 décembre 2024 – Las Vegas, NV | 14 décembre 2024 – Las Vegas, NV | 14 décembre 2024 – Las Vegas, NV | 14 décembre 2024 – Las Vegas, NV |  |  | 17 décembre 2024 – Las Vegas, NV | 17 décembre 2024 – Las Vegas, NV | 17 décembre 2024 – Las Vegas, NV | 17 décembre 2024 – Las Vegas, NV |
|  | 10 décembre 2024 – Milwaukee, WI     | 10 décembre 2024 – Milwaukee, WI | 10 décembre 2024 – Milwaukee, WI | 10 décembre 2024 – Milwaukee, WI |                         |                         | 14 décembre 2024 – Las Vegas, NV | 14 décembre 2024 – Las Vegas, NV | 14 décembre 2024 – Las Vegas, NV | 14 décembre 2024 – Las Vegas, NV |  |  | 17 décembre 2024 – Las Vegas, NV | 17 décembre 2024 – Las Vegas, NV | 17 décembre 2024 – Las Vegas, NV | 17 décembre 2024 – Las Vegas, NV |
|  | Bucks de Milwaukee                   | Bucks de Milwaukee               | 114                              | 114                              |                         |                         | 14 décembre 2024 – Las Vegas, NV | 14 décembre 2024 – Las Vegas, NV | 14 décembre 2024 – Las Vegas, NV | 14 décembre 2024 – Las Vegas, NV |  |  | 17 décembre 2024 – Las Vegas, NV | 17 décembre 2024 – Las Vegas, NV | 17 décembre 2024 – Las Vegas, NV | 17 décembre 2024 – Las Vegas, NV |
|  | Bucks de Milwaukee                   | Bucks de Milwaukee               | 114                              | 114                              |                         |                         | 14 décembre 2024 – Las Vegas, NV | 14 décembre 2024 – Las Vegas, NV | 14 décembre 2024 – Las Vegas, NV | 14 décembre 2024 – Las Vegas, NV |  |  | 17 décembre 2024 – Las Vegas, NV | 17 décembre 2024 – Las Vegas, NV | 17 décembre 2024 – Las Vegas, NV | 17 décembre 2024 – Las Vegas, NV |
|  | Magic d'Orlando                      | Magic d'Orlando                  | 109                              | 109                              |                         |                         | 14 décembre 2024 – Las Vegas, NV | 14 décembre 2024 – Las Vegas, NV | 14 décembre 2024 – Las Vegas, NV | 14 décembre 2024 – Las Vegas, NV |  |  | 17 décembre 2024 – Las Vegas, NV | 17 décembre 2024 – Las Vegas, NV | 17 décembre 2024 – Las Vegas, NV | 17 décembre 2024 – Las Vegas, NV |
|  | Magic d'Orlando                      | Magic d'Orlando                  | 109                              | 109                              | Bucks de Milwaukee      | Bucks de Milwaukee      | 110                              | 110                              |                                  |                                  |  |  | 17 décembre 2024 – Las Vegas, NV | 17 décembre 2024 – Las Vegas, NV | 17 décembre 2024 – Las Vegas, NV | 17 décembre 2024 – Las Vegas, NV |
|  | 11 décembre 2024 – New York, NY      |                                  |                                  |                                  | Bucks de Milwaukee      | Bucks de Milwaukee      | 110                              | 110                              |                                  |                                  |  |  | 17 décembre 2024 – Las Vegas, NV | 17 décembre 2024 – Las Vegas, NV | 17 décembre 2024 – Las Vegas, NV | 17 décembre 2024 – Las Vegas, NV |
|  |                                      |                                  | Hawks d'Atlanta                  | Hawks d'Atlanta                  | 102                     | 102                     |                                  |                                  |                                  |                                  |  |  | 17 décembre 2024 – Las Vegas, NV | 17 décembre 2024 – Las Vegas, NV | 17 décembre 2024 – Las Vegas, NV | 17 décembre 2024 – Las Vegas, NV |
|  | Knicks de New York                   | Knicks de New York               | Hawks d'Atlanta                  | Hawks d'Atlanta                  | 102                     | 102                     | 100                              | 100                              |                                  |                                  |  |  | 17 décembre 2024 – Las Vegas, NV | 17 décembre 2024 – Las Vegas, NV | 17 décembre 2024 – Las Vegas, NV | 17 décembre 2024 – Las Vegas, NV |
|  | Knicks de New York                   | Knicks de New York               | 14 décembre 2024 – Las Vegas, NV |                                  |                         |                         | 100                              | 100                              |                                  |                                  |  |  | 17 décembre 2024 – Las Vegas, NV | 17 décembre 2024 – Las Vegas, NV | 17 décembre 2024 – Las Vegas, NV | 17 décembre 2024 – Las Vegas, NV |
|  | Hawks d'Atlanta                      | Hawks d'Atlanta                  | 108                              | 108                              |                         |                         |                                  |                                  |                                  |                                  |  |  | 17 décembre 2024 – Las Vegas, NV | 17 décembre 2024 – Las Vegas, NV | 17 décembre 2024 – Las Vegas, NV | 17 décembre 2024 – Las Vegas, NV |
|  | Hawks d'Atlanta                      | Hawks d'Atlanta                  | 108                              | 108                              | Bucks de Milwaukee      | Bucks de Milwaukee      | 97                               | 97                               |                                  |                                  |  |  |                                  |                                  |                                  |                                  |
|  | 10 décembre 2024 – Oklahoma City, OK |                                  |                                  |                                  | Bucks de Milwaukee      | Bucks de Milwaukee      | 97                               | 97                               |                                  |                                  |  |  |                                  |                                  |                                  |                                  |
|  |                                      |                                  | Thunder d'Oklahoma City          | Thunder d'Oklahoma City          | 81                      | 81                      |                                  |                                  |                                  |                                  |  |  |                                  |                                  |                                  |                                  |
|  | Thunder d'Oklahoma City              | Thunder d'Oklahoma City          | Thunder d'Oklahoma City          | Thunder d'Oklahoma City          | 81                      | 81                      | 118                              | 118                              |                                  |                                  |  |  |                                  |                                  |                                  |                                  |
|  | Thunder d'Oklahoma City              | Thunder d'Oklahoma City          |                                  |                                  |                         |                         |                                  |                                  |                                  |                                  |  |  |                                  |                                  |                                  |                                  |
|  | Mavericks de Dallas                  | Mavericks de Dallas              | 104                              | 104                              |                         |                         |                                  |                                  |                                  |                                  |  |  |                                  |                                  |                                  |                                  |
|  | Mavericks de Dallas                  | Mavericks de Dallas              | 104                              | 104                              | Thunder d'Oklahoma City | Thunder d'Oklahoma City | 111                              | 111                              |                                  |                                  |  |  |                                  |                                  |                                  |                                  |
|  | 11 décembre 2024 – Houston, TX       |                                  |                                  |                                  | Thunder d'Oklahoma City | Thunder d'Oklahoma City | 111                              | 111                              |                                  |                                  |  |  |                                  |                                  |                                  |                                  |
|  |                                      |                                  | Rockets de Houston               | Rockets de Houston               | 96                      | 96                      |                                  |                                  |                                  |                                  |  |  |                                  |                                  |                                  |                                  |
|  | Rockets de Houston                   | Rockets de Houston               | Rockets de Houston               | Rockets de Houston               | 96                      | 96                      | 91                               | 91                               |                                  |                                  |  |  |                                  |                                  |                                  |                                  |
|  | Rockets de Houston                   | Rockets de Houston               |                                  |                                  |                         |                         |                                  | 91                               |                                  |                                  |  |  |                                  |                                  |                                  |                                  |
|  | Warriors de Golden State             | Warriors de Golden State         | 90                               | 90                               |                         |                         |                                  |                                  |                                  |                                  |  |  |                                  |                                  |                                  |                                  |
|  | Warriors de Golden State             | Warriors de Golden State         | 90                               | 90                               |                         |                         |                                  |                                  |                                  |                                  |  |  |                                  |                                  |                                  |                                  |
|  |                                      |                                  |                                  |                                  |                         |                         |                                  |                                  |                                  |                                  |  |  |                                  |                                  |                                  |                                  |